# Agrario de México
El Agrario de México fue un equipo que participó 4 años (1935-1938) en la Liga Mexicana de Béisbol con sede en la Ciudad de México, México, donde ganó dos campeonatos (1935-36) y dos subcampeonatos (1937-38) y jugaba en el parque Delta. 

## Historia
El Agrario participó durante cuatro temporadas en la Liga Mexicana de Béisbol, desde la temporada de 1935 hasta la de 1938. Durante su primera temporada Agrario terminó campeón bajo el mando de Salvador Teuffer  con 13 ganados y 3 perdidos con 1 juego de ventaja sobre los Tigres de Comintra de Manuel Oliveros. Para el siguiente año el equipo repite nuevamente como campeón para convertirse en el primer Bicampeón en la historia de la Liga al terminar con marca de 13 ganados y 7 perdidos. Para la temporada de 1937 pasan a formar parte de la Zona Norte donde terminan en primer lugar con 21 ganados y 4 perdidos, convirtiéndose en el primer campeón de la Zona Norte en la historia de la Liga, pero perdieron la serie final contra el campeón de la Zona Sur, los Rojos del Águila de Veracruz 3 juegos a 0 donde Martín Dihigo lanzó y completó los 3 juegos. Para su última campaña terminaron nuevamente como subcampeones con marca de 33 ganados y 14 perdidos, a 6 juegos del campeón los Rojos del Águila de Veracruz.

## Estadio
El Agrario de México tuvo como casa el Parque Delta con capacidad para 20,000 espectadores.

## Jugadores

### Roster actual
Por definir.

### Jugadores destacados
- Ramón Bragaña.[3]
- Basilio "El Brujo" Rosell.[4]
- Alberto Romo Chávez.[5]
- Satchel Paige.[6]

### Números retirados
Ninguno.

### Novatos del año
Ninguno.

### Campeones Individuales

#### Campeones Bateadores
| Año | Nombre  | Porcentaje |
| --- | ------- | ---------- |
| NA  | Ninguno | NA         |

#### Campeones Productores
| Año  | Nombre        | Producidas |
| ---- | ------------- | ---------- |
| 1937 | Roberto Cabal | 31         |

#### Campeones Jonroneros
| Año | Nombre  | Jonrones |
| --- | ------- | -------- |
| NA  | Ninguno | NA       |

#### Campeones de Bases Robadas
| Año | Nombre  | Bases |
| --- | ------- | ----- |
| NA  | Ninguno | NA    |

#### Campeones de Juegos Ganados
| Año  | Nombre                 | Récord |
| ---- | ---------------------- | ------ |
| 1937 | Basilio "Brujo" Rosell | 11-2   |

#### Campeones de Efectividad
| Año  | Nombre              | Porcentaje |
| ---- | ------------------- | ---------- |
| 1937 | Alberto Romo Chávez | 0.78       |

#### Campeones de Ponches
| Año  | Nombre                 | Ponches |
| ---- | ---------------------- | ------- |
| 1937 | Basilio "Brujo" Rosell | 71      |

#### Campeones de Juegos Salvados
| Año | Nombre  | Juegos |
| --- | ------- | ------ |
| NA  | Ninguno | NA     |